# Epoxyverbindungen

Epoxybrücke bei Tetrahydrofuran

Epoxybrücke bei Epoxiden

Epoxyverbindungen sind eine Gruppe organischer cyclischer Verbindungen, die eine Epoxybrücke enthalten, d. h. eine Sauerstoffbrücke zwischen zwei Kohlenstoff-Atomen, und damit zu den Heterocyclen zählen. Bilden die beiden C-Atome und die Epoxybrücke einen Dreiring, so handelt es sich um Epoxide (Oxirane). Ein weiterer Spezialfall der Epoxybrücke ist eine chemische Gruppe, die sich an der Graphitoberfläche bei Sauerstoffeinfluss bildet.
Die Bezeichnung ist dem Präfix ‚epoxy’ entlehnt, der für ringförmig eingebundenen Sauerstoff steht. Bei dieser Brücke verbindet sich ein einzelnes Sauerstoff-Atom mit zwei direkt oder nicht direkt verbundenen Kohlenstoff-Atomen zu einer Gruppierung, die entweder als Dreiring (Epoxide) oder Brücke über eine cyclische Verbindung (cyclischer Ether) vorkommt.
Epoxy-Brücken über direkt benachbarte C-Atome beanspruchen die umliegenden Bindungen stark und können bei Graphit zu einem lokalen Aufreißen des Graphit-Gitters führen. Das einzelne Sauerstoff-Atom wirkt bei diesem Vorgang wie ein Minikeil, der die beiden Kohlenstoff-Atome beiseiteschiebt und so die Verbindungen extrem dehnt. Hierbei ändert sich die Geometrie der beteiligten Atome: Die vormals fest eingebundenen C-Atome sind nun an das Sauerstoff-Atom gebunden, das über der Gitteroberfläche sitzt. Es entsteht eine dreidimensionale, verzerrte Gruppe, die nicht in das verbleibende Gitter passt.
Epoxybrücken über ringförmige organische Verbindungen sind ein häufig vorkommendes Strukturelement, so etwa bei vielen Kohlenhydraten, Lactonen, Terpenoiden (1,4-Cineol, 1,8-Cineol) etc.